# Coenagrion hylas
Espèce
Statut de conservation UICN

 LC  : Préoccupation mineure
Coenagrion hylas ou Agrion de Frey, est une espèce d’insectes odonates zygoptères (demoiselles) de la famille des Coenagrionidae.

## Distribution
Cette espèce se répartit de l’Oural au Japon. Elle est principalement présente en Chine, en Mongolie, en Russie et en Autriche. Elle est rarissime en Europe mais il existe une faible population isolée dans le Nord des Alpes. 

## Description
Coenagrion hylas peut mesurer jusqu’à 38 mm de longueur. Les mâles ont un thorax bleu avec des larges bandes noires. Ils ont un abdomen bleu avec des bandes noires sur le dessus. Le dessous de l’abdomen est complètement noir. Les femelles ont un thorax vert avec de larges bandes noires et un abdomen noir avec des taches et des bandes bleues. 

## Habitat, mode de vie
Coenagrion hylas en Europe fréquente les petits lacs de montagne alimentés par des ruisseaux d’eaux froides et calcaires. Les bordures des lacs sont peuplées de carex. 
La période de vol s’étend de mai à août et l'espèce est principalement abondante pendant les mois de juin et de juillet. 

## Statut
En Europe, cette espèce est protégée et elle est inscrite dans la directive habitats à l’annexe II qui permet de déterminer une zone spéciale de conservation si l’espèce est présente.

## Taxonomie
Coenagrion hyla sous-espèce freyi correspond à la population alpestre localisée au niveau des Alpes autrichiennes.